# أوربان السابع
البابا أوربان السابع (ولد باسم جيوفاني باتيستا كاستانيا في 4 أغسطس 1521 وتوفي في 27 سبتمبر 1590) هو بابا الكنيسة الكاثوليكية لثلاثة عشر يوماً في سبتمبر 1590. ترجع أصول أوربان السابع إلى مدينة جنوة، ولكنه ولد في روما. رسم كاردينالاً لكنيسة القديس مارتشيللو سنة 1584، وانتخب لخلافة البابا سيكتوس الخامس (1585 ـ 1590) في 15 سبتمبر 1590، ولكنه مات بالملاريا قبل تتويجه، ليكون أقصر بابوات الكنيسة الكاثوليكية حكماً في التاريخ.
كان أوربان السابع قبل توليه البابوية حاكماً لبولونيا وكبيراً لأساقفة روسانو، كما عمل لسنوات طويلة سفيراً بابوياً في إسبانيا. ويذكر أن انتخابه للبابوية تم بدعم كبير من الفصيل الإسباني داخل البابوية.